# Izabela Łaczmańska
Izabela Urszula Łaczmańska – polska biolog, doktor habilitowany nauk medycznych.

## Życiorys
W 2002 r. ukończyła studia biotechnologiczne na Uniwersytecie Wrocławskim, w 2007 r. obroniła pracę doktorską pt. Zależność pomiędzy klastogennym efektem działania mutagenów chemicznych a polimorfizmami w genach kodujących białka naprawy DNA i enzymy metabolizujące ksenobiotyki, której promotorem była prof. Maria Sąsiadek, w 2017 r. habilitowała się na podstawie pracy zatytułowanej Znaczenie wybranych genów kodujących fosfatazy tyrozynowe w etiopatogenezie sporadycznego raka jelita grubego.
Została pracownikiem naukowym na Uniwersytecie Medycznym im. Piastów Śląskich we Wrocławiu, oraz jest sekretarzem na Oddziale Wrocławskim Polskiego Towarzystwa Genetycznego.